# 佐藤みずほ
佐藤 みずほ（さとう みずほ）は、日本の女子柔道選手である。東京都出身。階級は63kg級。組み手は右組み。得意技は大外刈。

## 経歴
藤村女子中学3年の時に全国中学校柔道大会の63㎏級に出場するが、3回戦で大成中学3年の鍋倉那美に払腰で敗れた。藤村女子高校2年の時にはインターハイの初戦で敗れた。全国高校選手権では5位となった。3年の時には東京予選決勝で敗れてインターハイには出場できなかったが、関東高校柔道大会で優勝した。2016年には三井住友海上の所属となった。2017年の実業個人選手権では決勝で会社の同期の鍋倉那美に技ありで敗れて2位だった。講道館杯では3回戦で筑波大学4年の津金恵に反則負けを喫した。2018年のアジアオープン・台北ではオール一本勝ちして国際大会初優勝を飾った。実業個人選手権では準決勝でJR東日本の土井雅子に敗れて3位だった。2019年のアジアオープン・台北では階級を70kg級に上げて出場すると、準決勝で会社の同僚である柿澤史歩を崩上四方固、決勝でモンゴルの選手を合技で破るなどオール一本勝ちして、前年の63kg級に続いて2連覇した。実業個人選手権では決勝で自衛隊体育学校の新添左季に反則負けして2位だった。2022年3月に現役引退を表明した。

## 戦績
63㎏級での戦績
- 2015年 -　全国高校選手権　5位
- 2015年 -　全日本ジュニア　7位
- 2016年 -　関東高校柔道大会　優勝
- 2017年 -　実業個人選手権　2位
- 2018年 -　アジアオープン・台北　優勝
- 2018年 - 実業個人選手権　3位
- 2019年 -　実業団体　2位

70㎏級での戦績
- 2019年 -　アジアオープン・台北　優勝
- 2019年 -　実業個人選手権　2位

(出典、JudoInside.com)。